# Parafia św. Marcina Biskupa w Straszewie
Parafia świętego Marcina Biskupa w Straszewie – parafia powstała przed 1325 r., należąca do dekanatu aleksandrowskiego w diecezji włocławskiej.

## Duszpasterze
- proboszcz: ks. Zygmunt Kuśmierek (od 1992)

## Kościoły
- kościół parafialny: Kościół św. Marcina Biskupa w Straszewie
- kaplica filialna: Kaplica św. Jana Ewangelisty w Seroczkach

## Historia
Założycielami parafii św. Marcina Biskupa oraz fundatorami kościoła byli biskupi kujawscy. Parafia była erygowana przed 1325 r. Dokładna data budowy pierwszego kościoła nie jest znana. Kościół kilkakrotnie odbudowano. Pod koniec XVI wieku kościół był w bardzo złym stanie i krótko po 1626 r. został zniszczony przez huragan. W latach 1631–1641 został wzniesiony nowy kościół przez biskupa Macieja Łubieńskiego. Według ustnych podań mieszkańców kościół ten został spalony podczas najazdu szwedzkiego. Kościół został odbudowany w 1687 r. Niecałe sto lat później nastąpiło ponowne zniszczenie kościoła na skutek pożaru. Kościół odbudowano w 1780 r. (według innych źródeł w 1781 r.). Obecny drewniany kościół z 1780 r. jest czwartym z kolei wybudowanym w tym miejscu. Kościół ten był odnawiany w latach 1878–1880, 1894 i 1928 oraz w latach 60. XX w. (odnowa wnętrza kościoła, w tym polichromii).

## Ważne wydarzenia
- 1250-10-06 – Kazimierz I (Konradowic) książę kujawski i łęczycki w Sieradzu podpisał dokument, w którym zatwierdza biskupom kujawskim wszelkie prawa i przywileje, dotyczące ich posiadłości na ziemiach książęcych.
- 1690-10-29 – biskup włocławski Piotr Paweł Odrowąż Mieszkowski poświęcił kościół w Straszewie
- 1792-06-17 – biskup włocławski Marcin Chyczewski poświęcił kościół pw. św. Marcina w Straszewie

## Patron parafii

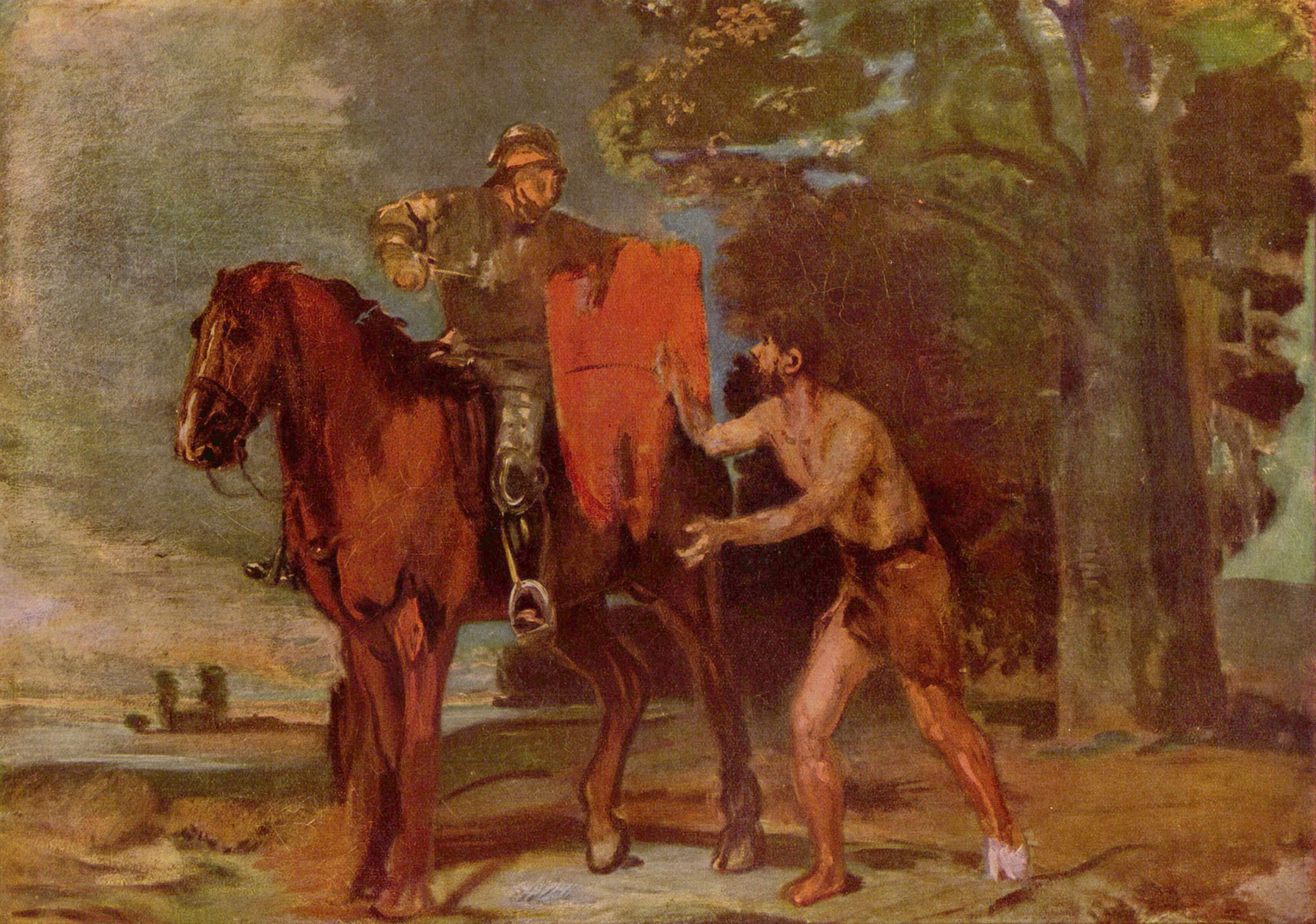
Święty Marcin dzieli się płaszczem z żebrakiem, dzieło Hansa von Marées

Patronem parafii jest święty Marcin Biskup zwany św. Marcinem z Tours (ur. pomiędzy 316 a 317 r. w Sarabii, dziś Szombathely w Pannonii (dzisiejsze Węgry), zm. 397) – biskup, również święty Kościoła prawosławnego. Patron Poznania, Bydgoszczy, Moguncji; Burgundii, Mainz, Amiens, kantonu Schwyz, Francji, królewskiego rodu Merowingów, diecezji Rottenburg-Stuttgart; diecezji w Eisenstadt, dzieci, hotelarzy, jeźdźców, kawalerzystów, kapeluszników, kowali, krawców, młynarzy, tkaczy, podróżnych, więźniów, właścicieli winnic, żołnierzy, oberżystów, sukienników, podkuwaczy; rusznikarzy, grabarzy, pasiarzy, rękawiczników, heroldów, szczotkarzy, bednarzy, pasterzy, biedaków i żebraków i abstynentów.
Opiekun koni, gęsi, zwierząt domowych.
Wzywany w przypadku wysypki, ukąszenia przez węża i różycy świń, przeciwko pijaństwu i burzy oraz w modlitwach o urodzaj na polu.

## Zabytki

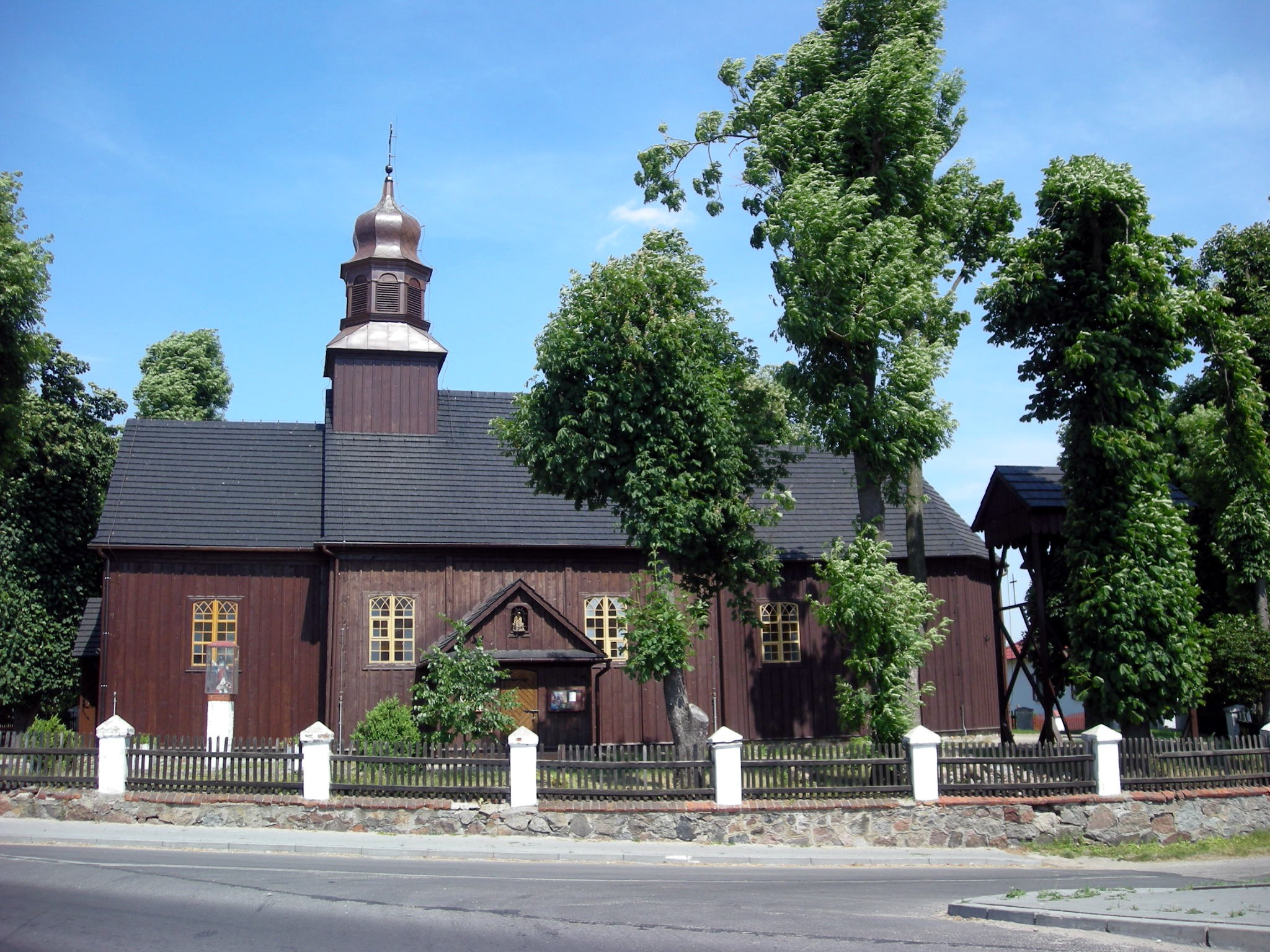
Kościół pw. św. Marcina w Straszewie (widok z drogi do Seroczek)

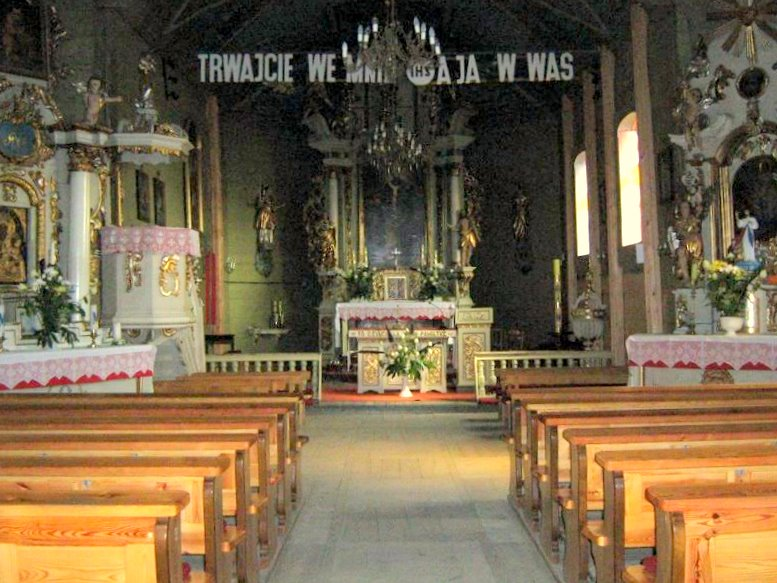
Kościół pod wezwaniem św. Marcina w Straszewie - wnętrze

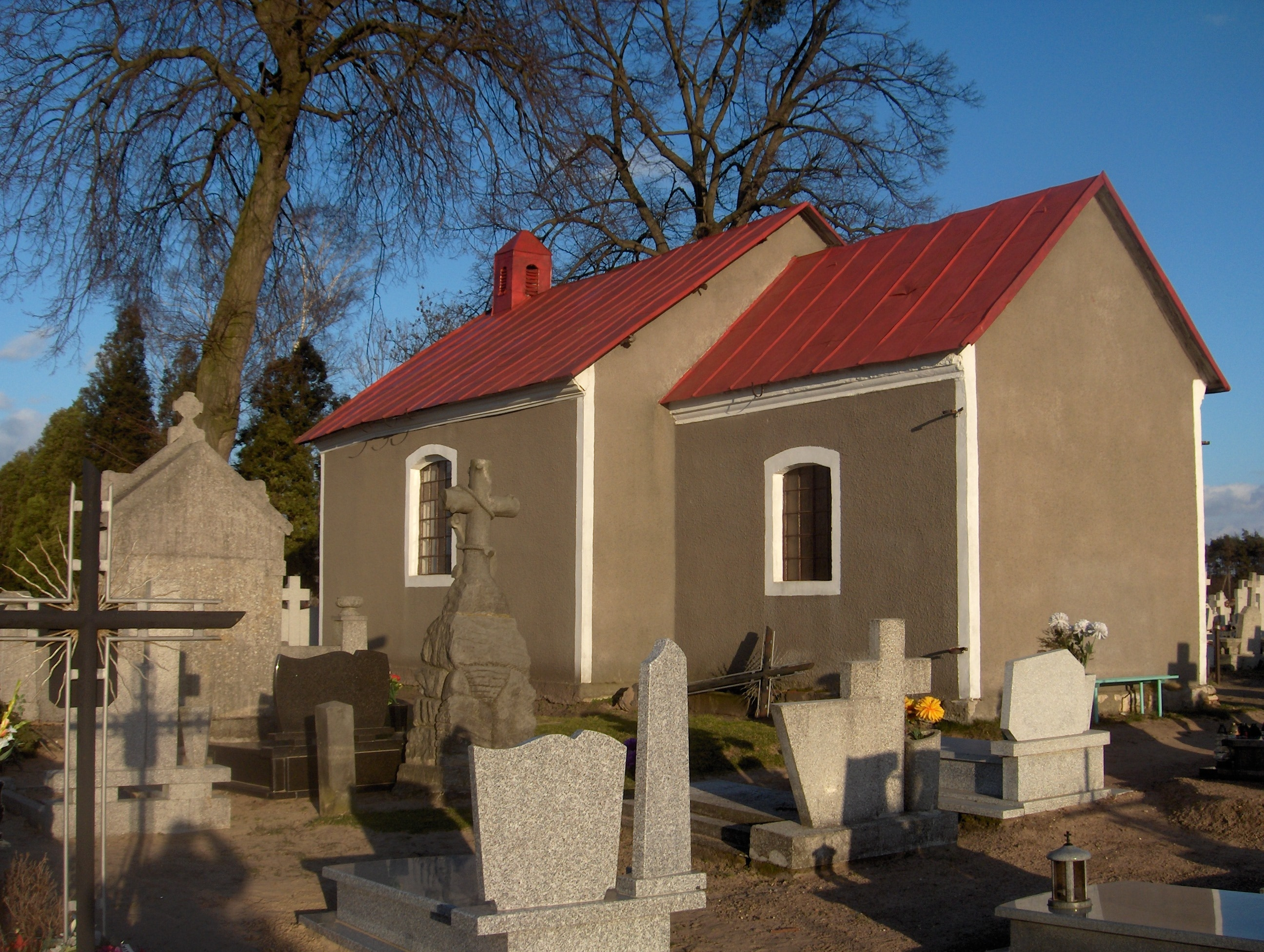
Kaplica na cmentarzu parafialnym w Straszewie

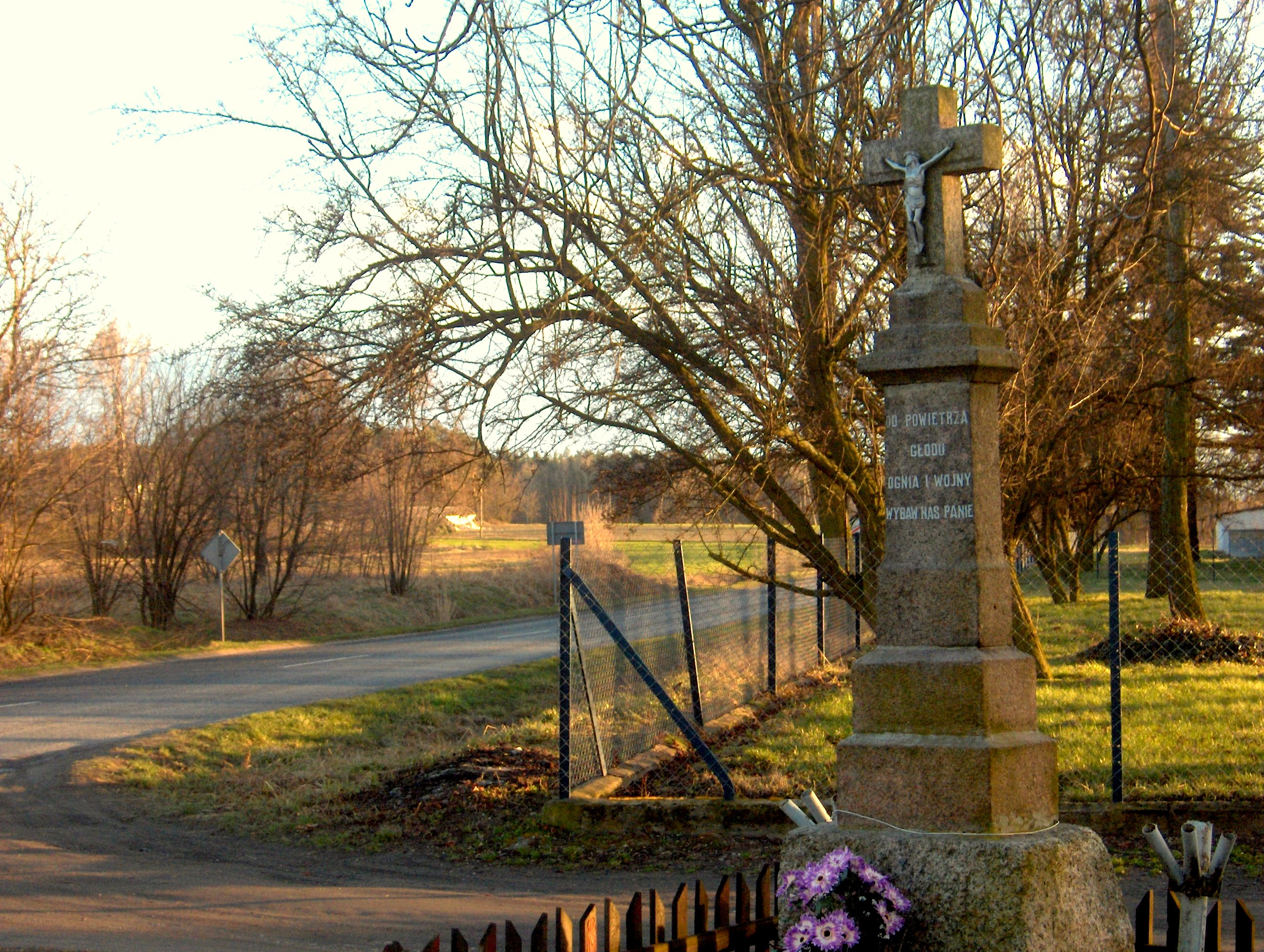
Przydrożny krzyż w Straszewie

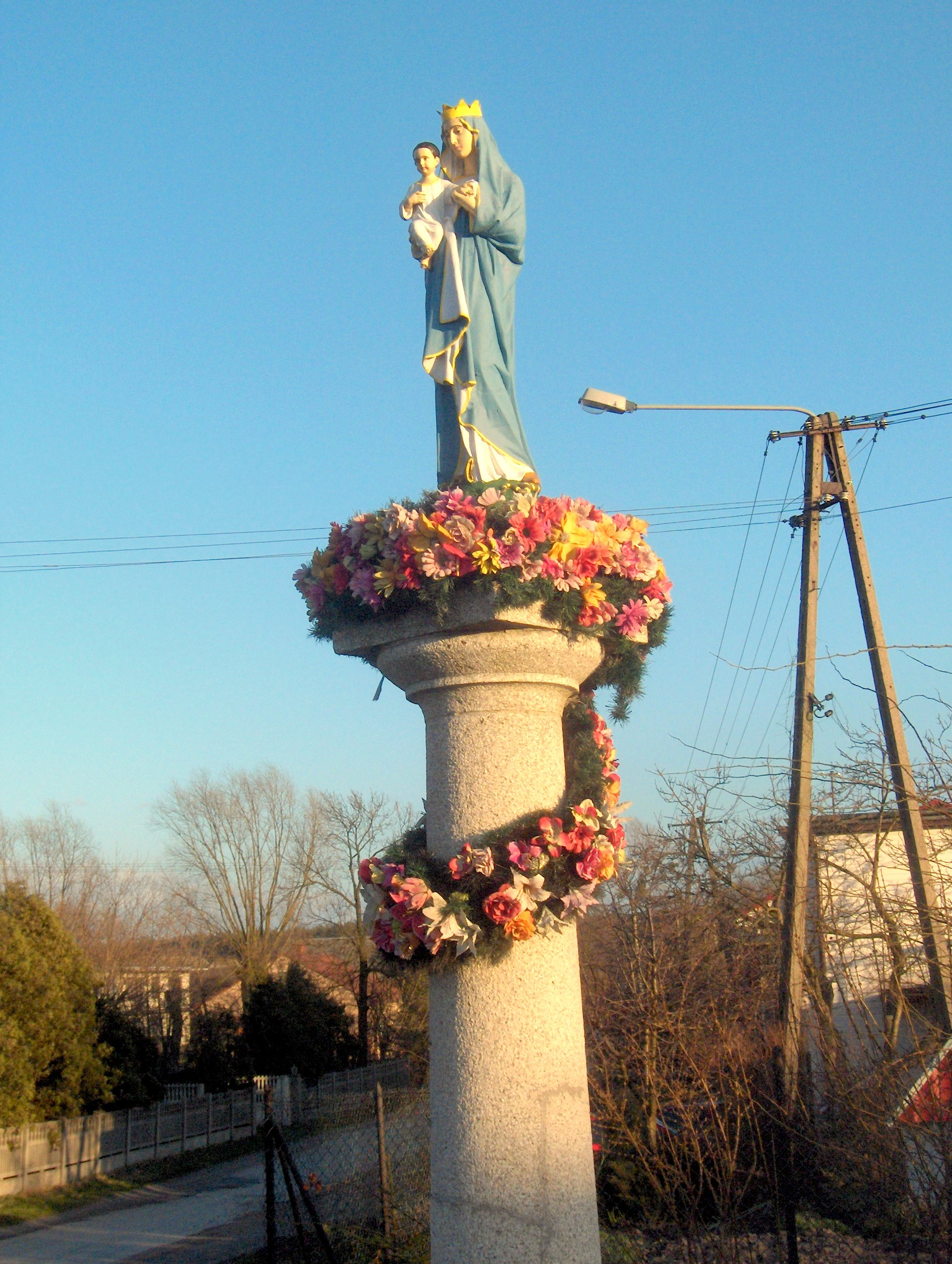
Figura Matki Boskiej w Straszewie

### Kościół drewniany pw. św. Marcina Biskupa
Najciekawszym obiektem zabytkowym Straszewa jest kościół parafialny (parafii rzymskokatolickiej) pw. św. Marcina Biskupa. Jest to kościół drewniany, o konstrukcji zrębowej, oszalowany, wzmocniony elementami zabezpieczającymi przed wyboczeniem, tak zwanymi lisicami. Posiada przybudówki o konstrukcji słupowej. Zakrystia murowana, dobudowana w latach 1878–1880. Obecnie dzięki staraniom aktualnego proboszcza ks. Zygmunta Kuśmierka w kościele prowadzone są w bardzo dużym zakresie prace konserwatorskie i remontowe.
Kościół 1 czerwca 1955 r. został wpisany do rejestru zabytków d. woj. bydgoskiego pod nr 313 (tzw. stary rejestr), a 17 lutego 1981 r. do rejestru d. woj. włocławskiego pod nr 29/A. 4 listopada 2005 r. obiekt został wpisany do rejestru zabytków Województwa Kujawsko-Pomorskiego pod nr A/447.

### Wnętrze kościoła
- profilowana belka tęczowa z gotycką grupą rzeźbiarską "Ukrzyżowanie" (krucyfiks Matka Boska i św. Jan) z XVI wieku
- organy prawdopodobnie z XVII wieku, lub starsze.
- polichromia z 1894 r., przemalowana w 1928 r. o charakterze ludowo-barokowym
- cztery ołtarze rokokowe z połowy XVIII w.
- relikwiarz z 1558 r.
- wczesnobarokowy kielich

### Parafialny cmentarz rzymskokatolicki
Straszewo posiada zabytkowy cmentarz. Na cmentarzu znajduje się kaplica, którą z grobami familijnymi wystawił dziedzic dóbr Seroczki Józef Bogatko herbu Pomian.

### Przydrożne figury i kapliczki
Straszewo posiada kilka przydrożnych figur i kapliczek, będących pomnikami sakralnej kultury, a zarazem świadkami i pamiątką dziejów Straszewa.

## Kapłani

### Proboszczowie administratorzy parafii
- ks. Wacław Piotrowski (1900-1902)
- ks. Franciszek Cywiński (1902-1907)
- ks. Józef Bącalski (1907-1908)
- ks. Wacław Linowiecki (1908-1919)
- ks. Edmund Wolski (1920-1934)
- ks. Józef Wileński (1934-1936)
- ks. Antoni Kalinowski (1936-1940) – ur. 28.10.1871 r. w Słuszczynie. Od 1936 roku pełnił funkcję proboszcza parafii pw. św. Marcina Biskupa w Straszewie. W listopadzie 1939 r. znalazł się w grupie 68 księży i zakonników, którzy zostali internowani przez hitlerowców w Domu Misyjnym w Górnej Grupie. Ks. A. Kalinowski nie znalazł się wśród 17 księży i kleryków którzy połowie listopada 1939 r. zostali rozstrzelani. 5 lutego 1940 r. wraz z pozostałymi duchownymi zostaje wywieziony z tego miejsca. W połowie lutego 1940 roku trafia jako więzień polityczny (nr 9142) do niemieckiego obozu koncentracyjnego Stutthof (KL). Umiera 7.12.1940 r. w obozie Stutthof (KL). Pochowany 10.12.1940 r. na cmentarzu "Zaspa" w Gdańsku.
- ks. Marian Dławichowski (1939-1945)
- ks. Piotr Wilniewczyc (1945)
- ks. Zenon Krupiński (1946-1950)
- ks. Stanisław Napierała (1950-1960) – proboszcz parafii św. Marcina w Straszewie. W okresie późniejszym proboszcz parafii w Krzywosądzy i Zbrachlinie.
- ks. Ignacy Rudziński (1960)
- ks. Piotr Światły (1960- 2011) – ur. się 23 maja 1928 r. w Kaliszu. Święcenia kapłańskie otrzymał 28 października 1956 r. we Włocławku z rąk ks. biskupa Antoniego Pawłowskiego. Jako wikariusz pracował w Wojkowie, Szadku, Krzywosądzy, Straszewie, Włocławku, Turku, Złoczewie (w latach 1961-1963) i Aleksandrowie Kujawskim, a następnie jako proboszcz w Raciążku i od 17 czerwca 1981 r. proboszcz parafii pw. św. Andrzeja w Złoczewie. Otrzymał tytuł kanonika i prałata Kapituły Uniejowskiej, a w 1995 r. (już w diecezji kaliskiej) tytuł prałata honorowego Jego Świątobliwości. Natomiast z okazji 40-lecia święceń kapłańskich w 1996 r. ksiądz prałat został odznaczony przez Radę Miejską odznaką "Zasłużony dla Ziemi Złoczewskiej".
- ks. Andrzej Gola (1960-1992) – kanonik, ur. 12.05.1915 r. w miejscowości Marszałki (powiat opolski). Absolwent Liceum Księży Misjonarzy Świętej Rodziny w Wieluniu. Maturę zdał w 1939 r. W czerwcu 1942 r. został uwięziony w niemieckim obozie, z którego udało mu się uciec. Po zakończeniu wojny mieszkał w Giewartowie, gdzie przez krótki okres pracował jako organista. W 1945 r. wstąpił do Seminarium Duchownego we Włocławku. 18.06.1950 r. z rąk ks. biskupa Karola Radońskiego przyjął święcenia kapłańskie. Pracował w następujących parafiach:
  - (1950-1952) jako wikariusz w Kościelnej Wsi
  - (1952-1953) jako wikariusz w Piotrkowie Kujawskim
  - (1953) jako administrator parafii w Osięcinach
  - (1953-1954) jako wikariusz w parafii św. Stanisława we Włocławku
  - (1954) jako wikariusz Kawnicach
  - (1954-1960) jako proboszcz w parafii w Koszutach
  - (1960-1992) w proboszcz w parafii św. Marcina w Straszewo. Po przejściu na emeryturę pozostał w parafii Straszewo. W 1981 r. został odznaczony przywilejem używania rokiety i mantoletu. Zmarł 25.03.2005.
- ks. Zygmunt Kuśmierek (od 1992)

### Kapłani pochodzący ze Straszewa
- ks. Eugeniusz Lewandowski – wieloletni proboszcz parafii św. M. Biskupa w Lubaniu(dekanat nieszawski). Kanonik. Od 1.08.2004 r. na emeryturze
- ks. Leon Grochalski – ur. 10.11.1932 w Straszewie, zmarł w 1994 w Lądzie, wieku 62 lat. Salezjanin (42 śluby zakonne i 32 kapłaństwa). Now. 1951/1952 w Czerwińsku, święcenia kapłańskie 03.06.1962 w Lądzie.
- ks. Stanisław Kiermasz – proboszcz parafii św. Macieja Apostoła w Głuchowie
- ks. Gabriel Wawrzonkowski - zmarł 08 kwietnia 1999 roku w Domu Emerytów w Michelinie (Włocławek) mając 47 lat cierpiał na stwardnienie rozsiane.
- ks. Włodzimierz Kozłowski – ur. się 2 sierpnia 1959 r. w Aleksandrowie Kujawskim (diecezja włocławska). W pierwszych latach życia mieszkał w Straszewie W 1982 r. wstąpił do Wyższego Seminarium Duchownego Diecezji Chełmińskiej w Pelplinie. Święcenia kapłańskie otrzymał 22 maja 1988 r. z rąk księdza biskupa Mariana Przykuckiego, ordynariusza diecezji chełmińskiej. W latach 1988–1997 był wikariuszem w parafii Chrystusa Miłosiernego w Gdyni Redłowie. Proboszczem parafii św. Jana z Kęt w Rumi Janowie został 26 czerwca 1997 r. Budowniczy kościoła parafialnego pw. św. Jana z Kęt w Rumi Janowie. Półfinalista konkursu KAI "Proboszcz Roku 2004". Kanonik Kapituły Archikatedralnej w Gdańsku od 29 maja 2004 r.

- ks. Tomasz Fischer- ur. 3 października 1982r. W 2004 roku wstąpił do Wyższego Seminarium Duchownego we Włocławku. Święcenia kapłańskie otrzymał z rąk bp. W.A. Meringa 23 maja 2010roku. Od 28 czerwca 2015 roku pracuje w parafii św. Jana Chrzciciela w Lubrańcu. Ksiądz Tomasz jest autorem trzech książek liturgicznych "Komentarze do Mszy Świętej i modlitwa powszechna na rok A,B,C". Wydane przez Wydawnictwo Duszpasterstwa Rolników we Włocławku.
- Prócz kapłanów z tej parafii pochodzi siostra zakonna była w Zgromadzeniu Sióstr Wspólnej Pracy we Włocławku na ul. Orlej 9; rodaczka ze Straszewa s. Irmina Anna Dobielska po 55 latach posługi zakonnej w 75 roku życia 25 października 2004 roku zmarła i jest pochowana na cmentarzu w Michelinie. Była ciotką ks. Gabriela Wawrzonkowskiego (pochowany również w Michelinie) oraz ks. Tomasza Fischera

## Życie parafii
W 2003 r. z inicjatywy ks. proboszcza Zygmunta Kuśmierka został zorganizowany ogólnopolski konkurs plastyczny pod tytułem "Jan Paweł II – Orędownik Pokoju". Głównym celem konkursu było uczczenie ćwierćwiecza pontyfikatu Ojca Świętego. Organizatorami konkursu zostały parafia i Szkoła Podstawowa w Straszewie. Ks. Z. Kuśmierek wspólnie z dyr. Z. Suszyńskim opracowali regulamin konkursu. Honorowy patronat nad konkursem objęli: biskup włocławski Wiesław Mering, prezydent Włocławka Władysław Skrzypek, przewodniczący Rady Powiatu Aleksandrowskiego Janusz Chmielewski i wójt Gminy Koneck Ryszard Borowski. Konkurs spotkał się z ogromnym zainteresowaniem uczniów. 19 listopada komisja pod przewodnictwem prof. Z. Purczyńskiego ogłosiła wyniki konkursu. Do oceny zakwalifikowano 485 prac. Wręczenie nagród i wyróżnień oraz podsumowanie konkursu odbyło się 20 grudnia 2003 r.
Od 18 do 23 marca 2007 r. w parafii św. Marcina w Straszewie trwały misje święte pod hasłem "Nawracajcie się i wierzcie w Ewangelię". W naukach o. Czesława Blocha ze Zgromadzenia Najświętszego Serca Jezusowego licznie uczestniczyli wierni. Na zakończenie misji przybył biskup diecezjalny Wiesław Alojzy Mering, który między innymi odniósł się do trwającego w Straszewie remontu kościoła i pobłogosławił wykonane do tej pory prace.